# Spyglass
Spyglass fue una compañía (NASDAQ SPYG) desarrolladora de software para internet, tenía central en Champaign, Illinois.
Fundada en 1990, se creó por la Universidad de Illinois con el fin de comercializar y apoyar a las tecnologías de la National Center for Supercomputing Applications (NCSA).
Principalmente se hallaba el navegador web Mosaic, en el que Spyglass adquiría la tecnología y las licencias necesarias para desarrollar su propio navegador.
El código fuente de Spyglass Mosaic fue adquirido por Microsoft y fue la base para el desarrollo del software de navegación de esta compañía para posteriormente ser usado en Internet Explorer.
El acuerdo original de distribución establecía que Spyglass recibiría un pago por la licencia y en el futuro seguiría recibiendo regalías por los beneficios que generase esta nueva fuente de ingresos para Microsoft. Bill Gates a partir de ese momento decidió incluir este navegador gratuitamente en Windows 95 y distribuciones posteriores de sus programas, no generaron beneficios contables derivados del uso del navegador, con lo cual se ahorró dichos pagos.[cita requerida]